# Emilia Kabakov
Emilia Kabakov, née en 1945 à Dnipropetrovsk, est une artiste conceptuelle américaine d'origine soviétique, réputée notamment pour ses installations. Depuis 1988, elle collabore fréquemment avec son mari Ilya Kabakov. À l'exception de la peinture, tous leurs travaux depuis 1997 étaient effectués en commun.

## Enfance et éducation
Emilia Kanevsky naît le 3 décembre 1945 à Dnipropetrovsk en République socialiste soviétique d'Ukraine selon les sources, dans une famille d'origine polonaise du côté de son père, comportant deux filles. Ses parents sont emprisonnés dans un camp de travail en 1957 alors qu'ils tentent d'émigrer de Russie, pendant 10 ans pour son père et 6 ans pour sa mère. Elle et sa sœur sont élevées pendant cette période par leur grand-mère, qui vit à Dnipro. Elle commence à jouer du piano à trois ans, puis intègre une école de musique pour enfants surdoués. Par la suite elle étudie  la musique au Collège de musique d'Irkoutsk puis la littérature et la langue espagnoles à l'université d'État de Moscou. Elle entame une carrière de pianiste en Sibérie. À 20 ans, elle contracte un premier mariage dont elle a une fille.

## Émigration
En 1973, elle émigre de Russie pour Israël, puis s'installe à New York en 1975 pour poursuivre une carrière de galeriste et de commissaire d'exposition. En 1988, elle commence à collaborer avec Ilya Kabakov son cousin qu'elle épouse en 1992. Nouvellement pratiquante dans l'art des installations, elle est tout d'abord son assistante, avant de prendre son envol et de travailler de façon plus indépendante. Une fois installés ensemble à Long Island, ils se rencontrent dans leurs ateliers respectifs pour échanger leurs idées, et Ilya Kabakov travaille sur les peintures tandis qu'elle s'occupe du reste.

## Travaux
Son travail a entre autres été exposé à la Tate Modern, à la Biennale de Venise de 1993 où le couple représentait la Russie, au Hirshhorn Museum, et au Musée irlandais d'Art moderne. En 2000, les Kabakov ont été chargés par le Public Art Fund de créer une installation majeure, The Palace of Projects, au 69th Regiment Armory à New York, composée de 65 projets distincts dans une grande configuration en spirale de 24 mètres  de diamètre sur 12 mètres de haut.
Les utopies, et en particulier l'utopisme soviétique, sont une thématique récurrente dans leurs œuvres. Ils souscrivent au cosmisme et à sa philosophie transhumaniste

## Collections
Le travail des Kabakov fait partie des collections permanentes du musée d'Art contemporain d'Anvers, du British Museum entre autres.

## Quelques installations
- Three Nights, 1989[5]
- Labyrinth (My Mother’s Album), 1990, installation fixe à la Tate Modern[5],[11]
- L'école n° 6 , Fondation Chinati,1993
- The Man Who Never Threw Anything Away (The Garbage Man) (1998)[11]
- The Palace of Projects, 2000[9]
- Not Everyone Will Be Taken into the Future, itinérante (à partir de 2001)[5],[11],[13]
- La Maison aux personnages, Bordeaux, 2009
- L'Étrange cité, Grand-Palais (Paris), Monumenta 2014[2]